# Валерій Інкіжинов
Вале́рій Інкіжи́нов (фр. Valéry Inkijinoff; 25 березня 1895, улус Бохан Іркутської губернії, за іншими відомостями, Іркутськ — 26 вересня 1973, Брюнуа, департамент Есон, Франція) — радянський і французький кіноактор, режисер кіно і театру, педагог бурятського походження. Інтенсивно співпрацював з Лесем Курбасом, поставив у «Березолі» вистави «Седі» та «Мікадо». Працював також у Німеччині та Великій Британії.

## Життєпис
Валерій Інкіжинов народився 25 березня 1895 року в Іркутській губернії Російської імперії в сім'ї вчителя. У 1915 році після закінчення гімназії вступив до Петроградського політехнічного інституту. Займався в студії В. Е. Меєргольда. «Інкіжинов підкорив усіх нас, а особливо Меєргольда, своєю віртуозною акробатичною і пластичною технікою. Гнучкість і спритність рухів у нього були надприродні, що нагадують пластику тигра, кішки», — згадувала актриса Олександра Смирнова-Іскандер.
У 1920 році Інкіжинов переїхав у Москву, навчався в майстерні Лева Кулєшова, працював у театрі Меєргольда, був його асистентом на постановці вистави «Смерть Тарєлкіна». «Ми збиралися у Кулєшова в просторій, холодній кімнаті, — згадував Інкіжинов, — займалися всім: кіно, фізкультурою, лекціями, готуванням… В одному кутку Пудовкін розігрував пантоміму. В іншому Ейзенштейн робив монтажні досліди. Кулєшов приходив, йшов, давав пораду тут, виправляв помилку там…»
У 1925 році, виконавши невелику роль у фільмі Кулєшова «Весела канарка», Інкіжинов готувався до зйомок фільму «Базар хіті» за сценарієм Тараса Немчинова (тобто Григорія Александрова і Сергія Ейзенштейна). По ряду причин фільм не був реалізований. Працював режисером на студії «Пролеткіно».
У наступні роки Інкіжинов зняв як режисер три фільми — «Розплата» (1926), «Злодій» (1927), «Комета» (1929), які не збереглися.
Висловлювання Інкіжинова про Україну та про співпрацю з Курбасом:
|  | Я вважаю, що той, хто хоче запізнатися з російською культурою, зокрема з російською мовою, повинен насамперед звернутися до перводжерела: до культури української. |

|  | Я закохався в Україну, цілковитий їй чужоземець. У Києві вперше — в краєвиді, в будинках, серед людей — мені стало добре. З Сибіру я приїхав колись до царського Петербургу провінціалом, якого вразила ця імперська петрівська велич. У Києві ж, навіть у Харкові, в цьому штучному антиукраїнському Харкові серед степів, я відчув перше кохання. Я був щасливим, я відкрив у собі негайну симпатію до українців. І ця зміна літа й осени на Україні, чар усіх пір року якось асоціюється в мені з образом Леся Курбаса. В одному місці моєї душі є два слова: Україна, Курбас |

Джерело: Лесь Курбас у театральній діяльності, в оцінках сучасників — документи. Балтимор; Торонто: Смолоскип, 1989, с. 450, 451.
У 1928 році Інкіжинов виконав головну роль у фільмі Всеволода Пудовкіна «Нащадок Чингізхана», який приніс йому всесвітню популярність.
У 1930 році відмовився повертатися в СРСР з Парижа, ставши «неповерненцем». У записі бесіди зі Сталіном у листопаді 1934 року Борис Шумяцький зазначав, що Сталін «цікавився актором Інкіжиновим, вважаючи його досить вмілим актором. Вказав, що даремно чоловік втік. Тепер, ймовірно, гризе лікті, та пізно».
Участь у франко-англійському фільмі «Битва» (La bataille / The Battle, 1933) Віктора Турянського стала першою роботою Інкіжинова у Франції. Сильний російський акцент і виразна східна зовнішність назавжди визначили його амплуа: у Франції, Великій Британії, Німеччині та Італії він грав персонажів загадкового Сходу — індусів, китайців, корейців, японців… Так було у фільмах «Поліцейська справа 909» (Polizeiakte 909, 1933) Роберта Віне і «Шанхайська драма» (Le Drame de Shanghai, 1938) Георга Вільгельма Пабста. У німецькому пропагандистському фільмі «Лихо фризів» (Friesennot / Dorf im roten Sturm, 1935) він виконав роль радянського комісара.
Інкіжинов часто знімався у фільмах на російські теми — «Волга у вогні» (Volga en flammes, 1934) Віктора Турянського, «Михайло Строгов» (Michel Strogoff, 1956) Карміне Галлоне, «Тріумф Михайла Строгова» (Le Triomphe de Michel Strogoff, 1961) Віктора Турянського, «Лікар зі Сталінграда» (Der Arzt von Stalingrad, 1958) Гези фон Радвані.
В еміграції він знявся в 44 фільмах.
Валерій Інкіжинов помер 26 вересня 1973 в передмісті Парижа. Похований на кладовищі Сент-Женев'єв-де-Буа.

## Фільмографія

### Режисер
- 1926 — Розплата (СРСР)
- 1927 — Злодій (СРСР)
- 1929 — Комета (СРСР)

### Актор
- 1925 Весела канарейка (СРСР)
- 1928 Нащадок Чингізхана (СРСР)
- 1933 Битва / La bataille (Франція/Велика Британія)
- 1933 Людська голова / La tête d'un homme (Франція)
- 1933 Поліцейська справа 909 / Polizeiakte 909 (Німеччина)
- 1934 Волга у вогні / Volga en flammes (Франція/Чехословаччина)
- 1934 Амок / Amok (Франція)
- 1935 Лихо фризів / Friesennot/Dorf im roten Sturm (Німеччина)
- 1936 Остання четвірка із Санта Круз / Die letzten Vier von Santa Cruz (Німеччина)
- 1936 Бурлаки на Волзі / Les bateliers de la Volga (Франція)
- 1937 Пірати на рейках / Les pirates du rail (Франція)
- 1937 Дружина генерала Лінга / The Wife of General Ling (Велика Британія)
- 1938 Безрадісна вулиця / La rue sans joie (Франція)
- 1938 Шанхайська драма / Le drame de Shanghaï (Франція)
- 1948 Ренегати / La renegate (Франція)
- 1949 Майя / Maya (Франція)
- 1950 Чорна троянда / The Black Rose (Велика Британія)
- 1954 Зрада Німеччини/Справа д-ра Зорге / Verrat an Deutschland/Der Fall Dr. Sorge (ФРН)
- 1954 Дочка Мати Харі / La figlia di Mata Hari (Італія/Франція)
- 1956 Кохана Корінна / Geliebte Corinna (ФРН)
- 1956 Кур'єр царя/Михайло Строгов / Der Kurier des Zaren/Michel Strogoff (Франція/ФРН/Італія/Югославія)
- 1958 Лікар зі Сталінграду / Der Arzt von Stalingrad (ФРН) — Воротилов
- 1959 Бенгальський тигр / Der Tiger von Eschnapur (ФРН/Італія/Франція) — Яма
- 1959 Індійська гробниця / Das indische Grabmal (ФРН/Італія/Франція) — Яма
- 1960 Владичиця світу / Die Herrin der Welt (ФРН/Італія/Франція)
- 1961 Тріумф Михайла Строгова / Le triomphe de Michel Strogoff (Франція/Італія)
- 1961 Чоловіки хочуть жити / Les hommes veulent vivre (Франція/Італія)
- 1961 Мачісте при дворі Великого Хана / Maciste alla corte del Gran Khan (Італія/Франція)
- 1962 Мій дядько з Техасу / Mon oncle du Texas (Франція)
- 1963 Урсус, гладіатор-повстанець / Ursus, il gladiatore ribelle (Італія)
- 1964 Нік Картер руйнує все / Nick Carter va tout casser (Франція)
- 1964 Смертельні промені д-ра Мабузе / Die Todesstrahlen des Dr. Mabuse (ФРН/Франція/Італія)
- 1965 Пригоди китайця в Китаї / Les tribulations d'un chinois en Chine (Франція/Італія) — Го
- 1966 Незрівнянний / Matchless (Італія)
- 1966 О.С.С. 117 — Терор в Токіо / O.S.S. 117 — Terror in Tokyo /Atout coeur à Tokyo pour O.S.S. 117 (Італія/Франція)
- 1967 Шукачі пригод / Les Aventuriers (Франція/Італія)
- 1967 Пекінська блондинка / Die Blonde von Peking/La blonde de Pékin (Франція/Італія/ФРН)
- 1967 Лицарі неба / Les chevaliers du ciel (Франція, телесеріал)
- 1971 Танг / Tang (Франція/Японія, телесеріал)
- 1971 Нафтодобувачки / Les pétroleuses (Франція/Італія/Іспанія/Велика Британія)
- 1972 Син неба / Le fils du ciel (Франція/Канада, телесеріал)